# Saab 29 Tunnan
El Saab 29, popularmente conocido como Tunnan (traducido al español: "El barril"), fue un avión de combate sueco diseñado y fabricado por Saab en los años 1950. 
Fue el segundo avión de combate sueco a reacción y el primer avión de su clase construido en serie en la Europa occidental, tras el Saab 21R. A pesar de su apariencia, el J 29 era rápido y ágil, sirviendo de un modo efectivo en roles de caza y ataque hasta su retirada de servicio en la década de 1970.

## Historia y desarrollo
Al finalizar la Segunda Guerra Mundial todos los países comenzaron a investigar y construir sus propios cazas a reacción. Suecia sentía que se estaba quedando atrás, un lujo que no se podía permitir ante el temor a una invasión soviética como la que sufrió Finlandia en 1940. El único reactor de las Fuerzas Aéreas suecas era el Saab 21R, un avión convencional de ala recta modificado para alojar un motor a reacción.

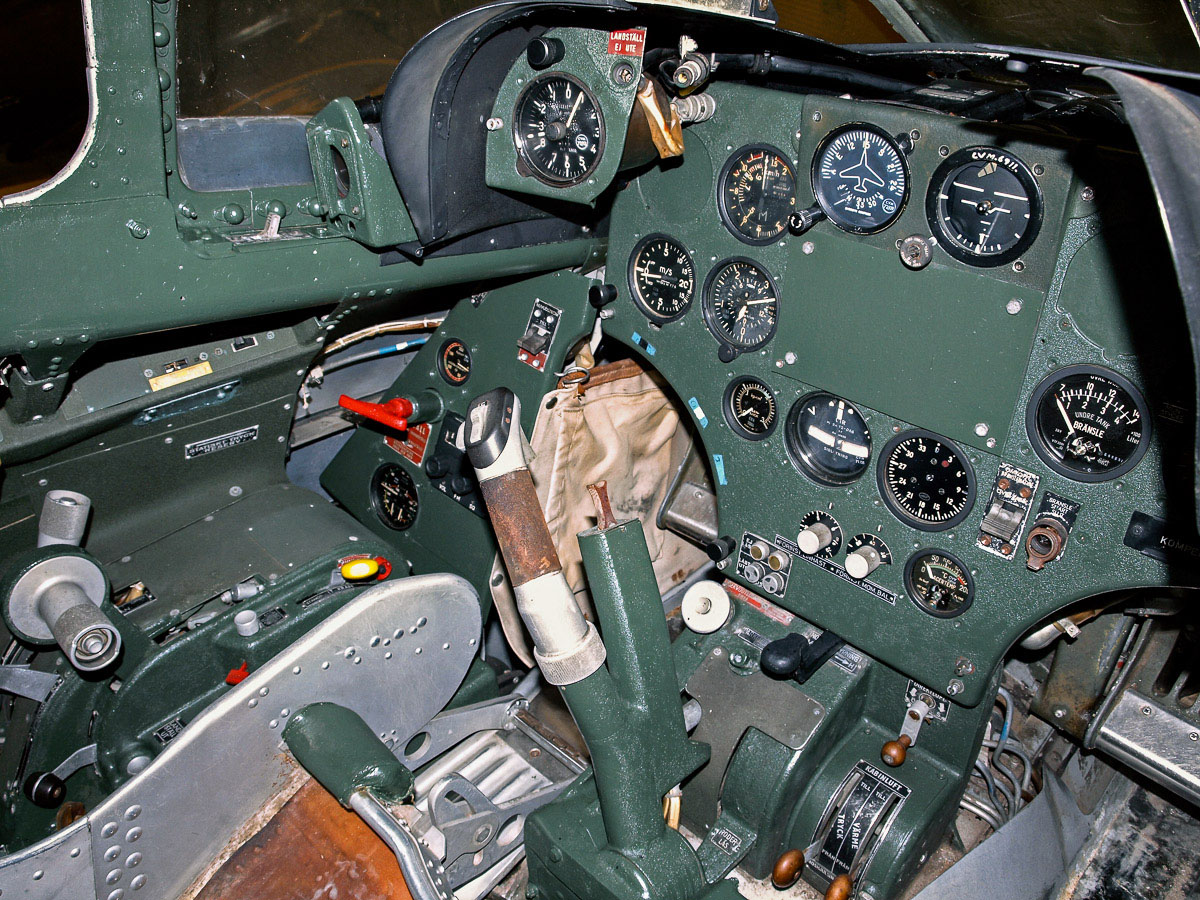
Cabina de control del J29F.

Es muy fácil ver la influencia del proyecto Messerschmitt P1101 de la Luftwaffe. El proyecto original del Saab-29 contemplaba la construcción de un monoplano convencional propulsado por un turborreactor de Havilland Goblin, pero la información sobre las investigaciones alemanas en torno a las alas en flecha que comenzó a estar disponible poco después de la conclusión de la guerra en Europa, en combinación con el desarrollo del más potente turborreactor de Havilland Ghost) resultó en que en el nuevo diseño se incorporasen esas innovaciones.
Como la compañía no tenía experiencia previa en el campo de las alas en flecha, se decidió utilizar un aparato ligero Saab 91 Safir para evaluar unos planos de tal configuración, instalando un ala en versión reducida de la prevista y aflechada a 25°.
Simultáneamente se iniciaron negociaciones con de Havilland para la producción con licencia en Suecia del turborreactor Ghost.
El primero de los cuatro prototipos Saab 29 realizó su vuelo inaugural el 1 de septiembre de 1948, pero no fue hasta la primavera de 1951 cuando el modelo fue autorizado para entrar en producción. Cuando esto sucedió, el Saab 29 se convirtió en el primer avión de su clase construido en serie en Europa occidental. Así fue el segundo avión propulsado por turborreactor que se desarrolló en Suecia, después del Saab 21R, y el primer caza de ala en flecha que se construyó en Europa occidental. 
Los suecos sacaron todo el rendimiento posible del diseño y crearon la versión S29, la variante de reconocimiento. Estos aviones estaban equipados con cinco cámaras montadas en una sección frontal modificada. Como carecía de armamento generalmente era escoltado por un caza J29.
Los cazas Saab 29A comenzaron a entrar en servicio con la Fuerza Aérea Sueca a finales de 1951 y permanecieron en producción hasta abril de 1956, cuando 661 ejemplares habían salido de las cadenas de montaje. Permanecieron en servicio hasta 1965, cuando comenzó su gradual reemplazo por el Saab 32 Lansen, también de fabricación sueca, aunque algunas unidades fueron usadas hasta 1974. El último vuelo militar realizado en la Fuerza Aérea Sueca lo realizó en agosto de 1976 en la celebración del 50 aniversario de la misma. 
Entre 1961 y 1962, treinta J29F de la Fuerza Aérea Sueca fueron suministrados a Austria, donde pasaron a formar parte de la Fuerza Aérea Austriaca, permaneciendo en servicio hasta 1972. Las ofertas a Israel, Finlandia y Yugoslavia no se tradujeron en contratos.
El Saab J29 Tunnan se desplegó en el antiguo Congo Belga como parte de las fuerzas de mantenimiento de la paz de la ONUC (Organización de las Naciones Unidas en el Congo) de 1961 a 1964. Este despliegue Fuenla única experiencia de combate del J29, que se utilizó eficazmente para atacar objetivos terrestres con fuego de cañón y cohetes sin registrar pérdidas. Cinco aviones fueron desplegados a principios de 1961, cuya misión principal era proteger el transporte aéreo de la ONU y, solo si era necesario, proporcionar apoyo de fuego. Al recrudecerse los combates a principios de 1962, llegaron otros cuatro J-29 y dos S-29C de reconocimiento.

## Diseño
De configuración monoplana de ala alta cantilever, el Saab 29 tenía tren de aterrizaje triciclo y retráctil, su planta motriz se encontraba en el interior de su rotundo fuselaje y el piloto se acomodaba en un asiento eyectable situado en una cabina presurizada.

## Variantes

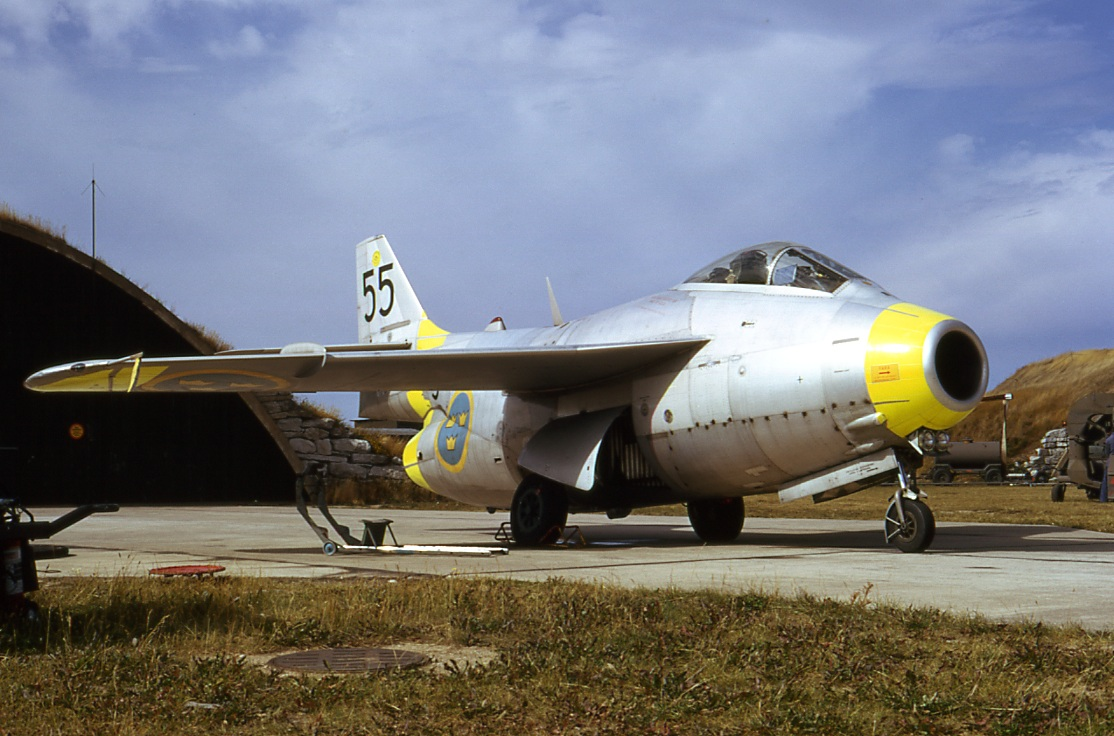
Saab J29F Tunnan en 1974.

J29
Cuatro prototipos fabricados entre 1948 y 1950.
J29A
Primera versión de producción; 224 fabricados desde 1951 hasta 1954; las series más tardías cambiaron los frenos de las alas al fuselaje, detrás de las compuertas del tren de aterrizaje principal.
J29B
Segunda y mejorada versión de producción; 332 fabricados desde 1953 hasta 1955; disponía de una capacidad de combustible un 50% mayor y puntos de anclaje bajo las alas para transportar bombas, cohetes y tanques de combustible lanzables.
A29B
Versión de ataque a tierra del J29B.
S29C
Versión de reconocimiento fotográfico, 76 fabricados desde 1954 hasta 1956; montaba seis cámaras instaladas en un morro modificado para tal propósito (no montaba armamento).
J 29D
Versión experimental construida en corta serie, para evaluar un posquemador de diseño sueco
J29E
Versión de caza, 29 fabricados en 1955; incorporaba "dientes de perro" en lugar de slats para mejorar las características de vuelo transónicas.
J29F
versión de caza; última variante de serie, 308 aviones convertidos de fuselajes existentes desde 1954 a 1956.
A29F
Versión de ataque del J29F; además del armamento estándar del J29F, podía llevar 24 cohetes aire-aire Bofors de 75 mm y hasta 500 kg de armas lanzables en soportes subalares.

## Especificaciones (J 29F)

### Características generales
- Tripulación: 1
- Longitud: 10,13 m
- Envergadura: 11,00 m
- Altura: 3,73 m
- Perfil alar: 24
- Peso vacío: 4.300 kg
- Peso máximo al despegue: 8.000 kg
- Planta motriz: 1× Turborreactor de Havilland Ghost (construido bajo licencia con el nombre de "Flygmotor RM2B" de  2800 kg de empuje con poscombustión..

### Rendimiento
- Velocidad máxima operativa (Vno): 1.060 km/h
- Alcance: 1.100 km
- Alcance en ferry: 2.700 km
- Techo de vuelo: 15.500 m

### Armamento
- Cañones: 4× cañones Hispano-Suiza de 20 mm
- Cohetes: 

  - Contenedores de cohetes de 75 mm / 145 mm / 150 mm / 180 mm.
- Misiles: 

  - Rb 24

## Usuarios
Austria
- Fuerza Aérea Austriaca

 Suecia
- Fuerza Aérea Sueca

 Operación de las Naciones Unidas en el Congo (ONUC)
- Fuerza Aérea Sueca

### Desarrollos relacionados
- Messerschmitt P-1101
- Bell X-5

### Aeronaves similares
- I.Ae. 33 Pulqui II
- Dassault MD 450 Ouragan
- Lockheed P-80 Shooting Star
- North American F-86 Sabre
- de Havilland Venom
- Mikoyan-Gurevich MiG-15

### Secuencias de designación
- Aviones de caza de Saab: 21 · 21R · 29 Tunnan · 32 Lansen · 35 Draken · 37 Viggen · 39 Gripen